# Eliška Junková
Eliška Junková (rojena kot Alžběta Pospíšilová, znana tudi kot Elizabeth Junek), češka dirkačica, * 16. november 1900, Olomouc, Moravska, Češka (takrat Avstro-Ogrska), † 5. januar 1994, Praga, Češka.
Eliška Junková se je rodila kot Alžběta Pospíšilová 16. novembra 1900 v češkem mestu Olomouc na Moravskem, takrat Avstro-Ogrska. Po prvi svetovni vojni je Moravska pripadla novoustanovljeni državi Češkoslovaški, Junková pa se je zahvaljujoč znanju več jezikov zaposlila v lokalni banki. Tam je spoznala Vincenca Juneka, ki je bil tudi amaterski dirkač. Leta 1922 sta se vrnila v Prago, Vincenc je zmagal na gorski dirki Zbraslav-Jiloviste, kasneje tega leta sta se tudi poročila. 
Najprej sta kupila dirkalnik Mercedes, kmalu še Bugatti T30. Prvotno je bila Eliška ob možu sovoznica, toda zaradi njegove poškodbe roke med vojno, je tudi dirkala. Leta 1924 je zmagala na dirki turnih avtomobilov Lachotin-Tremosna in čez noč postala narodna junakinja. Leta 1925 je zmagala na dirki Zbraslav-Jiloviste, leta 1926 pa se je že udeleževala pomembnejših evropskih dirk. V evropskih dirkaških krogih je bila znana po vzdevku »Kraljica volana« in po angleški različici njenega imena, Elizabeth Junek. V sezoni 1926 je bila druga na švicarski dirki Klaussenpass, na dirki Targa Florio pa je odstopila po tem, ko je dolgo držala četrto mesto. Junková je bila ena prvih dirkačev, ki si je pred dirko ogledovala stezo in načrtovala najboljšo linijo skozi ovinke. Kmalu za tem je zmagala na dirki za Veliko nagrado Nemčije v razredu športnih dirkalnikov, s čimer je edina dirkačica v zgodovini motošporta, ki je zmagala na dirki za dirki za Veliko nagrado.
Za dirko Targa Florio v sezoni 1928 je kupila nov dirkalnik Bugatti 35B. Ob koncu prvega kroga je bila četrta tik za Louisom Chironom v tovarniškem Bugattiju, v drugem krogu pa je prevzela vodstvo, ki ga je držala vse do zadnjega kroga, ko je zašla v težave z dirkalnikom, a vseeno končala kot peta, pred mnogimi renomiranimi dirkači, kot so bili Luigi Fagioli, René Dreyfus, Ernesto Maserati in Tazio Nuvolari. Na dirki za Veliko nagrado Nemčije sta dirkala skupaj z možem. Kmalu po menjavi je Vincenc Junek zletel s steze in se smrtno ponesrečil. Junková je prodala vse dirkalnike in ni nikoli več dirkala. Umrla je leta 1994 v visoki starosti v Pragi.